# Isthmohyla graceae
Isthmohyla graceae és una espècie de granota que viu a Panamà i, possiblement també, a Costa Rica.
Està amenaçada d'extinció per la pèrdua del seu hàbitat natural.